# پمپاتار
پمپاتار (به اسپانیایی: Pampatar) یک منطقهٔ مسکونی در ونزوئلا است که در نوئوا اسپارتا واقع شده‌است. پمپاتار ۳۵٬۴۰۰ نفر جمعیت دارد و ۲۵ متر بالاتر از سطح دریا واقع شده‌است.